# Harukaze (destroyer, 1922)
Pour les autres navires du même nom, voir Harukaze.
Le Harukaze (春風) est un destroyer de la classe Kamikaze construit pour la Marine impériale japonaise pendant les années 1920.

## Historique
Au moment de l'attaque de Pearl Harbor le 7 décembre 1941, le Harukaze fait partie de la 5e division du 5e escadron de destroyers (3e flotte), déployé depuis le district de garde de Mako, dans les Pescadores, dans le cadre de l'opération M (invasion des Philippines), au cours duquel il assiste les débarquements des forces japonaises à Aparri et dans la zone du golfe de Lingayen.
Au début de 1942, le Harukaze est affecté à l'escorte des convois de troupes vers la Malaisie, ainsi qu'en Indochine française. Affectée à l'opération J (invasion de Java dans les Indes orientales néerlandaises), le destroyer participe à la bataille du détroit de la Sonde le 1er mars. Au cours de cette bataille, il lança des torpilles sur le croiseur léger HMAS Perth et le croiseur lourd USS Houston qui furent endommagés.
Le 10 mars, le Harukaze et sa division sont réaffectés à la Flotte de la région sud-ouest (Southwest Area Fleet), escortant des convois de troupes de Singapour à Penang, Rangoon et Rabaul. Le 16 novembre, il touche une mine au large de Surabaya provoquant des dommages à sa proue. Les réparations achevées à Surabaya en mai 1943, le destroyer fait route vers l'arsenal naval de Kure qu'il atteint le 27 mai 1943. Après de nouvelles réparations effectuées le 25 août, l'Harukaze quitte Kure en escortant un convoi vers les Palaos, effectuant ce type de mission jusqu'à la fin de l'année.
En 1944, le Harukaze escorte des convois des Palaos vers les îles japonaises et vers Taiwan, les Philippines et Bornéo. Le 24 octobre 1944, alors qu'il escortait un convoi de Manille à Takao, le Harukaze localise et attaque avec des charges de profondeur le sous-marin USS Shark. Après 17 autres largages, le destroyer voit apparaître des bulles, du pétrole lourd, des vêtements et du liège, indiquant que le sous-marin avait été détruit. Cependant, le 4 novembre, le Harukaze est attaqué à son tour par une torpille tirée depuis l'USS Sailfish dans le détroit de Luçon, étant endommagé.
Le 10 janvier 1945, le Harukaze est réaffecté au Commandement général de l'escorte, mais est endommagé par une attaque aérienne de la Task Force 38 près de Mako le 21 janvier, puis remorqué jusqu'à l'arsenal naval de Sasebo. Cependant, à ce stade de la guerre, le Japon n'avait plus les ressources ni l'équipement nécessaires pour effectuer les réparations, et le Harukaze resta amarré à Sasebo, non réparé, jusqu'à la reddition du Japon.
Le navire est rayé des listes de la marine le 10 novembre 1945. Le destroyer est ensuite remorqué jusqu'à la côte nord de la préfecture de Hyōgo, en mer du Japon, puis sabordé en 1947 pour servir de brise-lames dans le port de Takeno (aujourd'hui Toyooka).